# Liste der Naturdenkmäler in Jenesien
Die Liste der Naturdenkmäler in Jenesien (italienisch San Genesio Atesino) enthält die 14 als Naturdenkmal ausgewiesenen Objekte auf dem Gebiet der Gemeinde Jenesien in Südtirol.
Basis ist das im Internet einsehbare offizielle Verzeichnis der Naturdenkmäler in Südtirol (Stand: 23. Januar 2015). Dabei kann es sich um botanische, geologische oder hydrologische Naturdenkmäler handeln. Die Reihenfolge in dieser Liste orientiert sich an der ID, alternativ ist sie auch nach dem Namen sortierbar.

## Liste
| Foto |                 | Name                                       | Standort                     | Beschreibung                                            |
| ---- | --------------- | ------------------------------------------ | ---------------------------- | ------------------------------------------------------- |
| BW   | Datei hochladen | Zirbe beim Waldnerhof ID: 029_G01          | 46° 35′ 40″ N, 11° 20′ 45″ O | Botanisches Naturdenkmal: Zirbe                         |
| ja   | Datei hochladen | Ahorn am Tomaneggerhof ID: 029_G02         | 46° 34′ 1″ N, 11° 18′ 33″ O  | Botanisches Naturdenkmal: Ahorn                         |
| BW   | Datei hochladen | Eschenpaar am Winterlehof ID: 029_G03      | 46° 33′ 19″ N, 11° 17′ 35″ O | Botanisches Naturdenkmal: Esche                         |
| BW   | Datei hochladen | Lärche auf dem Malgorer-Salten ID: 029_G04 | 46° 33′ 28″ N, 11° 17′ 41″ O | Botanisches Naturdenkmal: Lärche                        |
| BW   | Datei hochladen | Wasserfall Fagenbach ID: 029_G05           | 46° 31′ 25″ N, 11° 19′ 35″ O | Hydrologisches Naturdenkmal: Wasserfall                 |
| BW   | Datei hochladen | Wasserfall Jenesiener Bach ID: 029_G06     | 46° 31′ 39″ N, 11° 21′ 51″ O | Hydrologisches Naturdenkmal: Wasserfall                 |
| BW   | Datei hochladen | Wasserfall Afinger Bach ID: 029_G07        | 46° 33′ 27″ N, 11° 21′ 38″ O | Hydrologisches Naturdenkmal: Wasserfall                 |
| BW   | Datei hochladen | 2 Lärchen am Pichler-Salten ID: 029_G08    | 46° 33′ 54″ N, 11° 17′ 14″ O | Botanisches Naturdenkmal: urige, knorrige, alte Lärchen |

| Foto: | Fotografie des Naturdenkmals. Klicken des Fotos erzeugt eine vergrößerte Ansicht. Daneben finden sich zwei Symbole: |
| ID    | Identifikator bei der Abteilung Natur, Landschaft und Raumentwicklung der Südtiroler Landesverwaltung               |